# 1929. december 16-i konzisztórium
Az 1929. december 16-i konzisztóriumot XI. Piusz pápa hívta össze. Összesen 6 új bíborost kreált.
| Nº                     | Ország                 | Név                                     | Életkor                | Hivatal                               |
| Pápaválasztó bíborosok | Pápaválasztó bíborosok | Pápaválasztó bíborosok                  | Pápaválasztó bíborosok | Pápaválasztó bíborosok                |
| ---------------------- | ---------------------- | --------------------------------------- | ---------------------- | ------------------------------------- |
| 1                      | Portugália             | Manuel Gonçalves Cerejeira              | 41                     | a Lisszaboni patriarkátus pátriárkája |
| 2                      | Olasz Királyság        | Eugenio Maria Giuseppe Giovanni Pacelli | 53                     | Németország apostoli nunciusa         |
| 3                      | Olasz Királyság        | Luigi Lavitrano                         | 55                     | a Palermói főegyházmegye érseke       |
| 4                      | Olasz Királyság        | Carlo Dalmazio Minoretti                | 68                     | a Genovai főegyházmegye érseke        |
| 5                      | Írország               | Joseph MacRory                          | 68                     | az Armagh-i főegyházmegye érseke      |
| 6                      | Franciaország          | Jean Verdier P.S.S.                     | 65                     | a Párizsi főegyházmegye érseke        |